# Християнський фундаменталізм
Християнський фундаменталізм — це реакційна релігійна позиція, яка підтримує суворе і буквальне тлумачення священних текстів. З XIX століття він присутній переважно в протестантизмі, але також існує в католицизмі в різних формах через традиціоналістські та консервативні рухи, які виступають за суворе і радикальне дотримання Традиції. Термін «фундаменталізм» сам по собі, як правило, означає жорстке дотримання фундаментальних принципів якоїсь галузі.

## Фундаменталізм
В основі християнського фундаменталізму лежить «віра в абсолютну непогрішність Біблії у всіх сферах (не тільки в питаннях релігії, але і в географії, історії та біології)». Прихильники фундаменталізму розглядають основи віри як даність, яку не потрібно відкривати чи розвивати шляхом раціонального дослідження, а скоріше як щось, що потрібно знати й проголошувати.
Як правило, прихильники християнського фундаменталізму дотримуються консервативних цінностей, заснованих на їхньому біблійному розумінні, яке також поширюється на сексуальну етику, наприклад, на погляди на позашлюбні стосунки та аборти. Християнські фундаменталісти, як і євангелісти, рішуче виступають проти гомосексуалізму та одностатевих партнерств (хоча в Євангельському Альянсі відомі різні точки зору).
Теорія еволюції, як правило, відкидається, а альтернативні моделі відомі як креаціонізм або розумний задум.
Існують різні конфесійні прояви християнського фундаменталізму, що відрізняються своїм походженням, розвитком або доктринами, які вони вважають необхідними. Характерною рисою конфесійно специфічного фундаменталізму є дистанціювання від усіх рухів, які не повністю поділяють власну доктрину, в тому числі й від інших християнських фундаменталістських груп. Сприйняття і зображення християнського фундаменталізму в науковій літературі та засобах масової інформації є різноманітним.
Термін «фундаменталізм» рідко вживається самими фундаменталістами, а частіше використовується критиками та опонентами. Самі протестантські фундаменталісти зазвичай називають себе біблійними вірянами.

## Протестантський фундаменталізм
Протестантський фундаменталізм — це релігійна течія в протестантському християнстві, що виникла наприкінці XIX та на початку XX століть, зокрема в США. Він характеризується суворим дотриманням консервативних богословських переконань і буквальним тлумаченням Біблії. Ось деякі ключові риси та характеристики протестантського фундаменталізму:
- Непорушність Біблії: Протестантські фундаменталісти вірять в абсолютну непогрішність Біблії, розглядаючи її як натхненне і непогрішне Слово Боже. Вони наголошують на буквальному тлумаченні Писання і відкидають критичні підходи, які ставлять під сумнів його історичну точність або авторство.
- Основні доктрини: Фундаменталісти зазвичай наголошують на певних основних доктринах, таких як непорочне народження Ісуса, його спокутна смерть на хресті, тілесне воскресіння і Другий прихід Христа. Вони часто дотримуються традиціоналістського розуміння спасіння, наголошуючи на особистій вірі та наверненні.
- Відокремлення від модернізму: Протестантський фундаменталізм виник як відповідь на богословський модернізм і світські впливи в суспільстві. Фундаменталісти рішуче виступають проти того, що вони сприймають як компромісні або ліберальні богословські позиції, в тому числі ставлять під сумнів надприродні елементи християнства, такі як чудеса або божественність Христа.
- Культурний і моральний консерватизм: Фундаменталісти, як правило, дотримуються консервативних поглядів на соціальні та моральні питання, в тому числі виступають проти абортів, гомосексуалізму та дошлюбних статевих стосунків. Вони часто виступають за традиційні гендерні ролі та збереження того, що вважають християнськими цінностями в суспільстві.
- Євангелізація та місії: Євангелізація і поширення християнського послання є важливими аспектами фундаменталістської практики. Багато фундаменталістських груп надають пріоритет місіонерській роботі та активно намагаються навернути інших до свого розуміння християнства.

- Диспенсаціоналізм і премілленіалізм: Багато протестантських фундаменталістів приймають диспенсаціоналістське богослов'я, яке ділить історію на окремі періоди або диспенсації. Вони часто дотримуються премілленіалістського погляду на кінець світу, очікуючи буквального Другого пришестя Христа і майбутнього періоду скорботи і суду.

Важливо зазначити, що не всі протестанти вважають себе фундаменталістами, і в протестантизмі існує широкий спектр богословських поглядів. Хоча фундаменталізм мав значний вплив на певні сегменти протестантського християнства, він не представляє всю повноту протестантської віри чи практики.

## Католицький фундаменталізм
Поняття «католицький фундаменталізм» — вперше академічно використане в американській публікації 1985 року Габріелем Дейлі (англ. Gabriel Daly) — зазвичай відкидається з богословської та внутрішньоцерковної точки зору. Богослов Вольфганг Байнерт (нім. Wolfgang Beinert) вважає це формулювання "contradictio in adiecto" і описує фундаменталізм у будь-якій формі як структурно єретичний.
А все-таки, елементи релігійного фундаменталізму можна знайти в католицизмі. Наприкінці XIX і на початку XX століть такими елементами були антимодернізм, відмова від історико-критичного методу та інтегралізм, що призвело до формування ізольованого середовища. Після Другого Ватиканського Собору виникли традиціоналістські групи "всередині й поза Католицькою Церквою, які демонструють значну структурну схожість з протестантським фундаменталізмом". Характерними рисами є абсолютизація певних частин церковного вчення та історичне розуміння джерел віри (Писання, Магістеріум і Передання). Католицький фундаментальний богослов Клаус Кенцлер (нім. Klaus Kienzler) пов'язує причину виникнення католицького фундаменталізму з кризою модерну в Церкві та ідеалом досконалого суспільства (Societas perfecta), що породила такі енцикліки, як Syllabus errorum, Quanta Cura чи Pascendi, а також з внутрішніми конфліктами Церкви, які не були розв'язані на Другому Ватиканському соборі. Попри богословські розбіжності з протестантизмом, Кенцлер виділяє «ті ж фундаменталістські небезпеки і тенденції, такі як фундаменталістська інтерпретація Святого Письма, традиціоналізм, моралізм і т.д.».
З клерикальної точки зору, єпископ Еґон Капелларі (нім. Egon Kapellari) застерігає від світського і релігійного фундаменталізму. Останній розглядає «аджорнаменто» як «самообман християнства, яке не усвідомлює свого секулярного виснаження і пов'язаного з цим етичного занепаду суспільства». Потрібна «велика проникливість, щоб розрізняти духів в окремих випадках». Однак термін «фундаменталізм» сьогодні часто використовується «недбало, як зброя проти релігійних людей, які серйозно ставляться до своєї віри». Так само і єпископ Базеля Курт Кох (нім. Kurt Koch), який нині очолює Папську раду сприяння єдності християн, застеріг від огульного вкидання «карти фундаменталізму» у все більш поляризовану Церкву, закликаючи натомість до пошуку «спільної істини».

## Православний фундаменталізм
Невелика група монахів на Афоні сповідує православний фундаменталізм, який рішуче виступає проти зустрічей і розмов між представниками православ'я і Папою Римським, іншими представниками західних чи східних церков, іноді навіть займаючи войовничу позицію. Однак чисельність цієї групи набагато більша, ніж її реальне значення.
Православні фундаменталісти також є частиною різних самопроголошених православних Episcopus vagans (бродячих єпископів) та їхніх послідовників. Деякі з цих фундаменталістів є новонаверненими із західних країн.
З іншого боку, такі групи, як грецькі старокалендарники, російські раскольники і частина Російської православної церкви за кордоном, краще описати як вкрай консервативні, а не фундаменталістські, хоча вони можуть дещо перетинатися.
Характерною рисою православного фундаменталізму є крайній і абсолютний акцент на традиціоналізмі.